# Licking
Licking is een plaats (city) in de Amerikaanse staat Missouri, en valt bestuurlijk gezien onder Texas County.

## Demografie
Bij de volkstelling in 2000 werd het aantal inwoners vastgesteld op 1471.
In 2006 is het aantal inwoners door het United States Census Bureau geschat op 1512, een stijging van 41 (2,8%).

## Geografie
Volgens het United States Census Bureau beslaat de plaats een oppervlakte van
4,5 km², geheel bestaande uit land. Licking ligt op ongeveer 398 m boven zeeniveau.

## Plaatsen in de nabije omgeving
De onderstaande figuur toont nabijgelegen plaatsen in een straal van 36 km rond Licking.